# Eneágono

Un eneágono regular y sus ángulos principales

En geometría, un eneágono o nonágono es un polígono de nueve lados y nueve vértices. El nombre proviene del griego enneagonon, (εννεα, nueve + γωνον, esquina), mientras que nonágono proviene del latín (nonus, nueve + gonon
).

## Construcción
Es posible construir un eneágono regular inscrito en un círculo con regla y compás de forma aproximada. De otro modo, es necesario utilizar un transportador, gnómon u otro método tal como software especializado en geometría o técnicas trigonométricas y algebraica.

## Propiedades
Un eneágono tiene 27 diagonales, resultado que se puede obtener aplicando la ecuación general para determinar el número total de diagonales de un polígono, {\displaystyle D=n(n-3)/2}; siendo el número de lados {\displaystyle n=9}, tenemos:
{\displaystyle D={\frac {9(9-3)}{2}}=27.}
La suma de todos los ángulos internos de cualquier eneágono es 1260 grados o {\displaystyle 7\pi } radianes.

## Eneágono regular
Un eneágono regular es aquel polígono regular de nueve lados que tiene todos sus lados de la misma longitud y todos sus ángulos internos iguales. Cada ángulo interno del eneágono regular mide 140° o {\displaystyle 7\pi /9} rad. Cada ángulo externo del eneágono regular mide 40° o {\displaystyle 2\pi /9} rad.
Al multiplicar la longitud t de un lado de un eneágono regular por nueve (el número de lados n del polígono) obtendremos la longitud de su perímetro P.
{\displaystyle P=n\cdot t=9\ t.}
El área de un eneágono regular de lado t puede calcularse de la siguiente forma:
{\displaystyle A={\frac {9t^{2}}{4\tan({\frac {\pi }{9}})}}\simeq 6.1818\ t^{2},}
donde {\displaystyle \pi } es la constante pi y {\displaystyle \tan } es la función tangente calculada en radianes. 
O bien, si se conoce la apotema, {\displaystyle a_{p}},

Si se conoce la longitud de la apotema, {\displaystyle a_{p}}, y el lado, {\displaystyle t}, otra alternativa para calcular el área es:
{\displaystyle A={\frac {P\cdot a_{p}}{2}}={\frac {9\cdot t\cdot a_{p}}{2}}}